# Gönderilmemiş Mektuplar – Die Liebesbriefe
Gönderilmemiş Mektuplar – Die Liebesbriefe ist ein türkischer Film aus dem Jahr 2003. Yusuf Kurçenli schrieb das Drehbuch und führte zugleich Regie. In Deutschland lief der Film erstmals in den Kinos am 9. Oktober 2003.

## Handlung
Cem war 20 Jahre nicht mehr in seiner Heimatstadt. Nach dem Militärputsch hat er seine Heimat Hals über Kopf verlassen, um von den Militärs nicht verhaftet zu werden. Seine damalige große Liebe Gülfem dachte, dass er längst tot sei, bis ihre Tochter Cem in ihre Radioshow einlädt und seine Liebesbriefe vorliest. Die Sendung bringt das Leben der Stadt und des lange getrennten Paares völlig durcheinander.

## Auszeichnungen
- 2003: Antalya Film Festival: Bester Schauspieler (Aytaç Arman)
- 2003: International Istanbul Film Festival: Beste Schauspielerin (Suna Selen), Bester Türkischer Film (Yusuf Kurçenli)